# Johann Kravogl
Johann Kravogl (n. 24 mai 1823, Lana, Tirolul de Sud, Imperiul Austriac– d. 1 ianuarie 1889, Brixen) a fost un armurier, mecanic și inventator austriac.

## Viața
Kravogl își face ucenicia ca lăcătuș. În 1857 se angajează mecanic în Wilten și frecventează școlile și Universitatea din Innsbruck. În 1867 a dezvoltat "motocicleta electromotoare", un motor electric cu un randament de peste 20%. In acelasi an, prezintă și alte inventii la Expoziția Mondială de la Paris, unde a primit o medalie de argint. În 1884 s-a mutat de la Burggrafenamt la Brixen în Eisacktal, unde a înființat un mic atelier. Kravogl a murit în 1889, după o boală lungă de plămâni. A fost necăsătorit și fără copii. Străzi din Lana, Partschins, Bolzano, Merano, Brixen (Bressanone), Innsbruck, Salzburg și Viena, acum îi poartă numele.
A inventat următoarele mașini:
Locomobile presiune aerului (1864), pompa de mercur (1861), o pompă de vid, mercurul fiind folosit ca un sigiliu; depășește performanțele de peste trei ori comparativ cu toate desenele sau modelele de pompare cunoscute la acea vreme. 
"motocicleta electromotoare", și o mică "de rotație electromotoare" (1867), mitraliera cu 60 de focuri pe minut (1868) precizia de echilibru, presa de litografiat, un condensator de putere pentru tensiuni înalte, un clopot electric.
În ciuda performanțelor tehnice a multora dintre invențiile sale, nu le-a putut exploata cu eficiență economică.